# 孫完虎
孫 完虎（ソン・ワンホ、英語: Son Wan-ho、朝鮮語:  손완호、1988年5月17日 - ）は、韓国の男子バドミントン選手。BWF世界ランキング最高位は1位。

## 経歴
2017年、5月25日更新のBWF世界ランキングで世界1位を達成。
同年の世界選手権では、準々決勝でスリカンス・キダンビを破って銅メダルを獲得した。